# Kári Árnason
Kári Árnason, född 13 oktober 1982 i Göteborg, är en isländsk före detta fotbollsspelare. Han spelade först som mittfältare men gick sedan över till att bli mittback. Han spelade under sin karriär för bland annat Rotherham United och Malmö FF. Idag är Árnason sportchef i sin gamla klubb Víkingur.

## Klubbkarriär
Kári Árnason föddes i Göteborg hösten 1982 och bodde i Sverige de fem första åren. Därefter flyttade familjen hem till Island. Fotbollskarriären tog fart efter flytten till Djurgården. I november 2004 skrev han på för klubben, bara några månader efter att den tidigare lagkamraten och landsmannen Sölvi Ottesen skrivit på. Han hade dessförinnan spelat fyra säsonger i sin moderklubbs A-lag. I Djurgården tog han plats som mittfältare med defensivt ansvar. År 2005, när Djurgården tog dubbla guld, var han en av de spelare med mest speltid i laget efter 21 matcher. Det för laget betydligt sämre året 2006 blev det 14 matcher. Under säsongen 2006 fick han vikariera som mittback i ett antal ligamatcher då Toni Kuivasto var borta efter skada. 
I januari 2007 skrev han på kontrakt till och med sommaren 2010 med den danska klubben AGF Århus. Han fick sparken sommaren 2009 via sms och en månad senare skrev han på för Plymouth Argyle. De följande två säsongerna spelade han 72 ligamatcher och gjorde 3 ligamål för den engelska klubben. Han löstes dock från kontraktet i juni 2011 eftersom han vägrade att acceptera ytterligare en månad med nedsatt lön. Den skuldtyngda klubben Plymouth hade då inte betalat ut full lön sedan i december föregående år.
Den 18 juli 2011 skrev han på för Aberdeen FC i skotska Premier League.
Den 29 juni 2015 presenterades han för Malmö FF efter att ha skrivit ett 2,5-årskontrakt med klubben.
Den 30 januari 2017 presenterades Kári Árnason för den cypriotiska klubben AC Omonia.

## Landslagskarriär
Under 2005 debuterade Kári Árnason i det isländska landslaget. Hans första mål för Island var i VM-kvalmatchen mot Sverige i oktober samma år, där Árnason gav Island ledningen med 1–0 efter ett klurigt långdistansskott. Fram till juni 2015 hade han spelat 37 landskamper.
Árnason spelade som mittback i EM 2016, däribland när Island besegrade England i åttondelsfinalen.

## Meriter
- Svensk mästare 2005 med Djurgården, 2016 med Malmö FF
- Svensk cupmästare 2005 med Djurgården
- A-landskamper för Isländska landslaget

## Seriematcher / mål
- 2008-09: 12 / 1 (i AGF) 8 / 0 (i Esbjerg)
- 2007-08: 25 / 0
- 2006-07: ?
- 2006: 14 / 0
- 2005: 21 / 0